# سيبادان
سيبادان هي جزيرة تقع في ماليزيا في بحر سيليبس على الساحل الشرقي من ولاية صباح.